# Hammerfest
70°40′05″N 023°42′00″Ø / 70.66806°N 23.70000°Ø
Hammerfest er en norsk by i Troms og Finnmark fylke i Norge, der betegner sig selv som verdens nordligste by. Byen har cirka 9157 indbyggere. Byen har trods beliggenheden langt nord for polarcirklen en isfri havn. Byen ligger på øen Kvaløya med broforbindelse til fastlandet. Ved komunalreformen i Norge 2020, blev den tidligere selvstændige kommune, Kvalsund, lagt sammen med Hammerfest.
Hovederhvervet er fiskeri og inden for en kortere årrække bliver byen hovedterminal for naturgas fra Snøhvitfeltet (Snehvidefeltet) i Barentshavet. På Melkøya, ud for Hammerfest, findes et anlæg som behandler og nedkøler gassen.
I 1891 fik Hammerfest, som den første by i hele Norden, elektrisk lys i gaderne.
I 1974 åbnede Hammerfest Lufthavn.

## Kultur
I Hammerfest ligger Gjenreisningsmuseet der fortæller historien om tvangsevakueringen og nedbrændingen af Finnmark og Nord-Troms under 2. verdenskrig.

## Personer fra Hammerfest
- Nils Fredrik Rønnbeck († 1891)
- Ole Olsen († 1927), komponist[3]
- Henrik Lindstrøm († 1939)
- Paal Berg († 1968), politiker, regeringsmedlem
- Knut Hoem († 1987), direktør i Norges Råfisklag, politiker, fiskerminister
- Kåre Kivijärvi, fotograf og billedkunstner († 1991)
- Bjørn Sundquist (1948–), skuespiller
- Alf R. Jacobsen (1950–), journalist og forfatter
- Sissel Rønbeck (1950–), politiker, regeringsmedlem
- Bodil Niska (1954–), musiker, født i Vadsø, voksede op i Hammerfest[4][5]
- Steinar Albrigtsen (1957–), musiker, sanger, gitarist
- Geir Håkonsund (1983–), redaktør og journalist